# Park Narodowy „Zow Tigra”
 Park Narodowy „Zow Tigra”, (ros.: Национальный парк «Зов тигра» (Nacjonalnyj park Zow Tigra)) – park narodowy w Kraju Nadmorskim na dalekim wschodzie Rosji utworzony 2.06.2007 roku w celu ochrony i przywrócenia środowisk i obiektów naturalnych oraz obiektów historyczno-kulturalnych, edukacji ekologicznej mieszkańców, opracowania i wprowadzenia naukowych metod ochrony przyrody, wprowadzenia monitoringu ekologicznego oraz stworzenia warunków dla rekreacji i uprawiania turystyki.

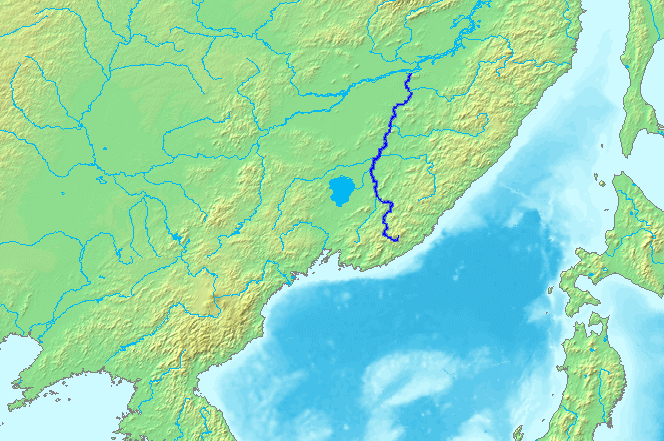
Park Zow Tigra u źródeł Ussuri, płynącej na północ i uchodzącej do Amuru. Łańcuch górski ciągnący się w kierunku północno-wschodnim to Sichote-Aliń

## Warunki geograficzne
Ukształtowanie powierzchni terytorium parku narodowego jest różnorodne. Jego podstawowymi elementami są: południowy fragment łańcuch gór Sichote-Aliń, masyw góry Obłacznej, górna część zlewiska rzeki Miłogradowki, górny bieg Ussuri, a także północna część jej dorzecza.
Różnice wysokości w granicach parku wahają się od 155 do 1854 m n.p.m. Na terytorium parku i na jego granicach znajduje się 56 szczytów o wysokości ponad 1000 m n.p.m. W górnym biegu Ussuri i Miłogradowki olbrzymie torfowisko mierzące 4–6 na 1,5–2 km, najwyżej leżący obszar bagienny Kraju Nadmorskiego.
Powierzchnia parku wynosi 83 343 ha, zgodnie z postanowieniem rządu Federacji Rosyjskiej – 82 152 ha. 

## Klimat
W parku Zow Tigra panuje klimat kontynentalny wilgotny, który charakteryzuje się dużymi dobowymi i rocznymi różnicami temperatur i rozkładem opadów na przestrzeni roku ze śniegiem w okresie zimowym. Średnia temperatura w zimie wynosi -17 °C, a w lipcu i sierpniu wzrasta do +30 °C. Północna część parku, z której wypływa Ussuri, jest wyraźnie chłodniejsza niż jego południowa część – średnia roczna temperatura wynosi 0,4 °C na północy, w przeciwieństwie do łagodniejszego południa: 2,4 °C. Północna część ma też niższe roczne opady (539 mm) niż południowa (764 mm). Typowa grubość pokrywy śnieżnej w zimie na zalesionych stokach wynosi ok. 50 cm.
Jesień w regionie jest pogodna, ciepła i sucha ze stopniowo opadającym temperaturami i jest nazywana „złotą dalekowschodnią jesienią”.

## Ekoregion
Ekoregion parku Zow Tigra obejmuje obszar lasów liściastych i mieszanych strefy umiarkowanej we wschodniej Rosji. Tego typu ekoregiony charakteryzują się dużymi dziennymi i rocznymi wahaniami temperatury oraz pokrywą leśną. 
Park usytuowany jest w sposób, który maksymalizuje różnorodność roślin i zwierząt. Spotykają się w nim różne środowiska: kontynentalne i morskie (Eurazja i Ocean Spokojny) oraz ciepło- i zimnolubnych gatunków ze strefy umiarkowanej i podzwrotnikowej. Park, znajdując się na 45° szerokości geograficznej północnej, leży w połowie drogi między biegunem północnym a równikiem. Leży również w strefie kontaktowej między starymi, stabilnymi skałami płyty amurskiej na zachodzie, a bardziej aktywnymi formacjami tektonicznymi płyty ochockiej na wschodzie pod Morzem Japońskim. Poza tym leży na szlakach migracyjnych ptaków i innych zwierząt, a jego topografia uniknęła obydwóch ostatnich zlodowaceń i działalności ludzkiej.
Ze względu na bogactwo rozmaitych środowisk i izolację, Kraj Nadmorski charakteryzuje się największą bioróżnorodnością w Rosji.

## Fauna
Obszar parku narodowego charakteryzuje się dużą różnorodnością fauny. Żyją tu praktycznie wszystkie rzadkie, endemiczne i cenne gatunki ssaków południowej części dalekiego wschodu Rosji. W okresach spadku liczebności wielu gatunków, obszar ten służył za matecznik i źródło późniejszego wzrostu populacji.
Jednym z powodów utworzenia parku było stworzenie stanowiska źródłowego dla tygrysa syberyjskiego, a także bazy dla jego zdobyczy. Badanie z roku 2012 wykazało obecność czterech tygrysów żyjących w parku i dalszych czterech pojawiających się regularnie na chronionym obszarze. Podstawowy skład gatunkowy zdobyczy (głównie kopytnych) był zrównoważony. Zarejestrowano 1200 jeleni mandżurskich, 800 saren i 99 jeleni wschodnich oraz 189 dzikich niedźwiedzi. Gatunki te stanowią ponad 85% diety tygrysów syberyjskich. Tygrysy są uważane za gatunek osłonowy: ich sukces w danym regionie wskazuje, że gatunki, którymi się żywi, znajdują się w stanie zdrowej równowagi. 
Niedźwiedź brunatny powszechnie występuje w tej okolicy z zagęszczeniem populacji ocenianym na 0,4–0,5 sztuk/10 km². Populacja rysia ma podobne zagęszczenie. Występowanie kotka bengalskiego stwierdzono w dolinach porośniętych lasem liściastym i dębowym. Krytycznie zagrożony lampart amurski nie występuje tu od lat 70. XX wieku, ale istnieje nadzieja, że rosnący poziom ochrony w parku pomoże mu w powrocie.
Na liście ssaków zamieszkujących park znajdują się:
- Rząd owadożernych: chinojeż dauryjski, kretowiec mandżurski i ok. 10 gatunków ryjówek.
- Rząd zajęczaków: zając mandżurski, zając bielak, szczekuszka północna.
- Rząd gryzoni: polatucha syberyjska, burunduk syberyjski, myszarka polna, badylarka pospolita, nornica szaroruda.
- Rząd drapieżnych: tygrys syberyjski, podgatunek kotka bengalskiego – Prionailurus bengalensis euptilurus, ryś euroazjatycki, lampart amurski (żył tutaj ciągle do połowy lat 70. XX wieku), wilk szary, cyjon rudy (obecnie nie notuje się jego obecności), lis, jenot azjatycki, kuna żółtogardła, borsuk europejski, borsuk, soból tajgowy, łasica syberyjska, wizon amerykański, wydra europejska, łasica pospolita, niedźwiedź brunatny, niedźwiedź himalajski.
- Rząd parzystokopytnych: dzik euroazjatycki, jeleń mandżurski, jeleń wschodni, sarna, goral himalajski, piżmowiec syberyjski.

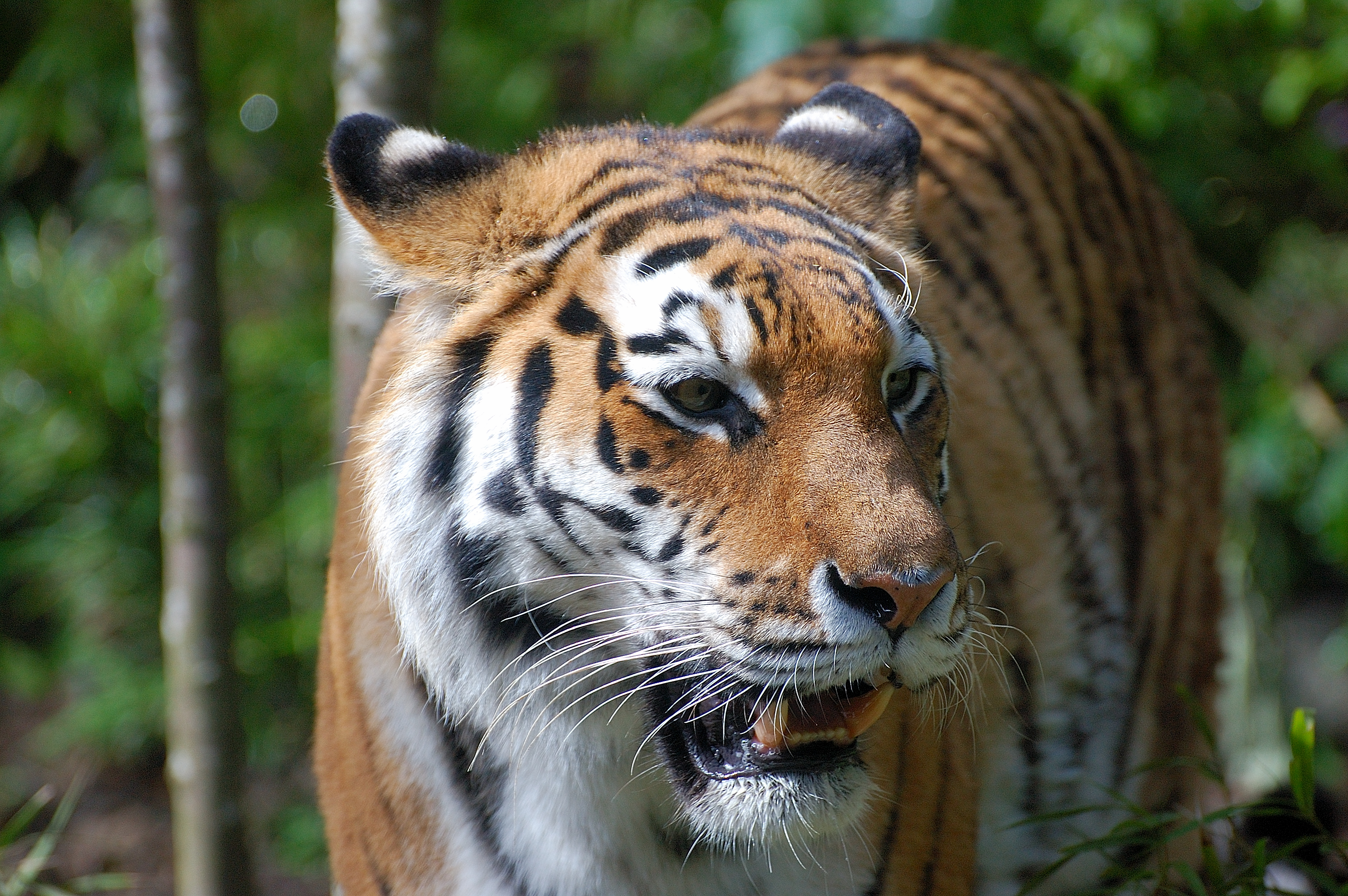
Tygrys syberyjski
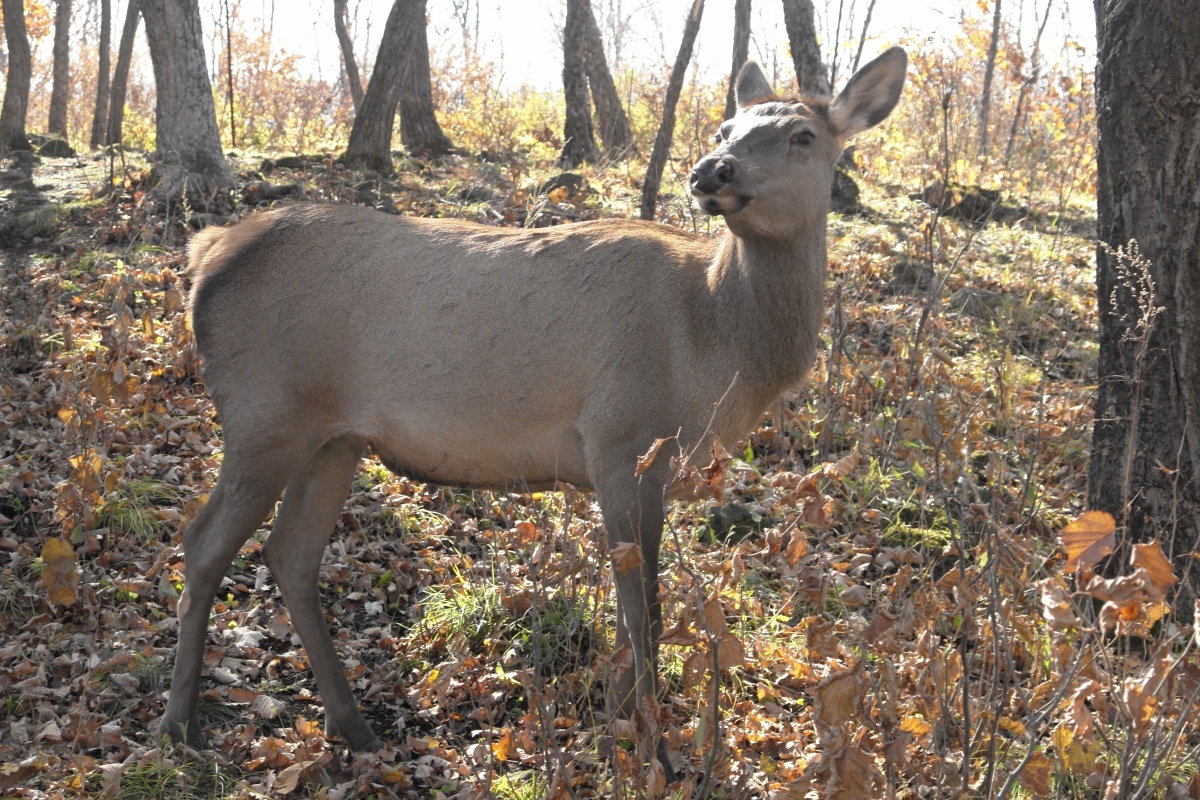
Jeleń mandżurski
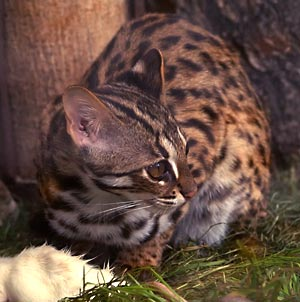
Kotek bengalski

W rejonie, w którym znajduje się park narodowy, dominuje leśna awifauna – ponad 100 gnieżdżących się tu gatunków. W cedrowo–liściastych i cedrowo–świerkowych lasach (ekotonowych) – do 43 gatunków, a w typowych borach świerkowych na stokach góry Obłacznej – do 28 gatunków ptaków. Z wysokogórskim środowiskiem tej góry związanych jest 12 gniazdujących tu gatunków. Z lasem modrzewiowym związana jest zupełnie inna grupa ptaków, w której skład wchodzi 10 gatunków. 
| Gatunki wpisane do Czerwonej Księgi Federacji Rosyjskiej. | Gatunki wpisane do Czerwonej Księgi Federacji Rosyjskiej. |
| Nazwa                                                     | Nazwa naukowa                                             |
| --------------------------------------------------------- | --------------------------------------------------------- |
| Bezkręgowce                                               |                                                           |
| Płazy                                                     |                                                           |
| Ptaki                                                     |                                                           |
| Bocian czarny                                             | Ciconia nigra                                             |
| Rybołów                                                   | Pandion haliaetus                                         |
| bielik zwyczajny                                          | Haliaeetus albicilla                                      |
| Trzmielojad czubaty                                       | Pernis ptilorhynchus                                      |
| Mandarynka                                                | Aix galericulata                                          |
| Tracz chiński                                             | Mergus squamatus                                          |
| Puchacz japoński                                          | Bubo blakistoni                                           |
| Sowica północna                                           | Ninox japonica                                            |
| Ssaki                                                     |                                                           |
| Tygrys azjatycki                                          | Panthera tigris                                           |
| Lampart amurski                                           | Panthera pardus orientalis                                |
| Cyjon rudy                                                | Cuon alpinus                                              |

## Flora
Obszar południowej części Kraju Nadmorskiego na przestrzeni milionów lat nie ulegał zlodowaceniu. Fakt ten, w połączeniu ze specyfiką położenia geograficznego i cechami klimatu, jest przyczyną unikalnego ukształtowania szaty roślinnej. Na terenie parku narodowego rosną zarówno współczesne gatunki roślin, jak i przedstawiciele dawnej, uformowanej we wczesnym kenozoiku flory.  
Różnice wysokości między szczytami gór i dnami dolin mogą przekraczać 1200 m, co skutkuje piętrowym występowaniem roślinności. Najniższą strefę do 600 m n.p.m. w dolinach i na stokach zajmują lasy mieszane. W południowych, łagodniejszych strefach parku występują pasy lasu dębowego wraz ze związaną z nim wegetacją, ilustrujące skutki dawniejszej, selektywnej wycinki drzew i pożarów lasów. W północnej, chłodniejszej części, dęby nie występują. W strefie od 600 do 1100 m n.p.m. znajduje się pas lasu jodłowo–świerkowego, drzewa którego pokryte są iglastymi, epifitycznymi mchami i porostami. Powyżej 1100 m znajduje się strefa subalpejskich krzewów i świerków. Leżąca wyżej strefa alpejskich łąk i roślin, wraz ze wzrostem wysokości, przekształca się piętro turniowe. 
Oprócz tych głównych stref, występują też mniejsze grupy zespołów roślinnych, w tym np. stanowiska modrzewia tam, gdzie rosnący wcześniej las jodłowo-świerkowy lub cedrowo-liściasty padł ofiarą pożaru lub wycinki. Takie przejściowe stanowiska modrzewia są wypierane przez lasy sosnowo-liściaste i sosnowo-świerkowe.

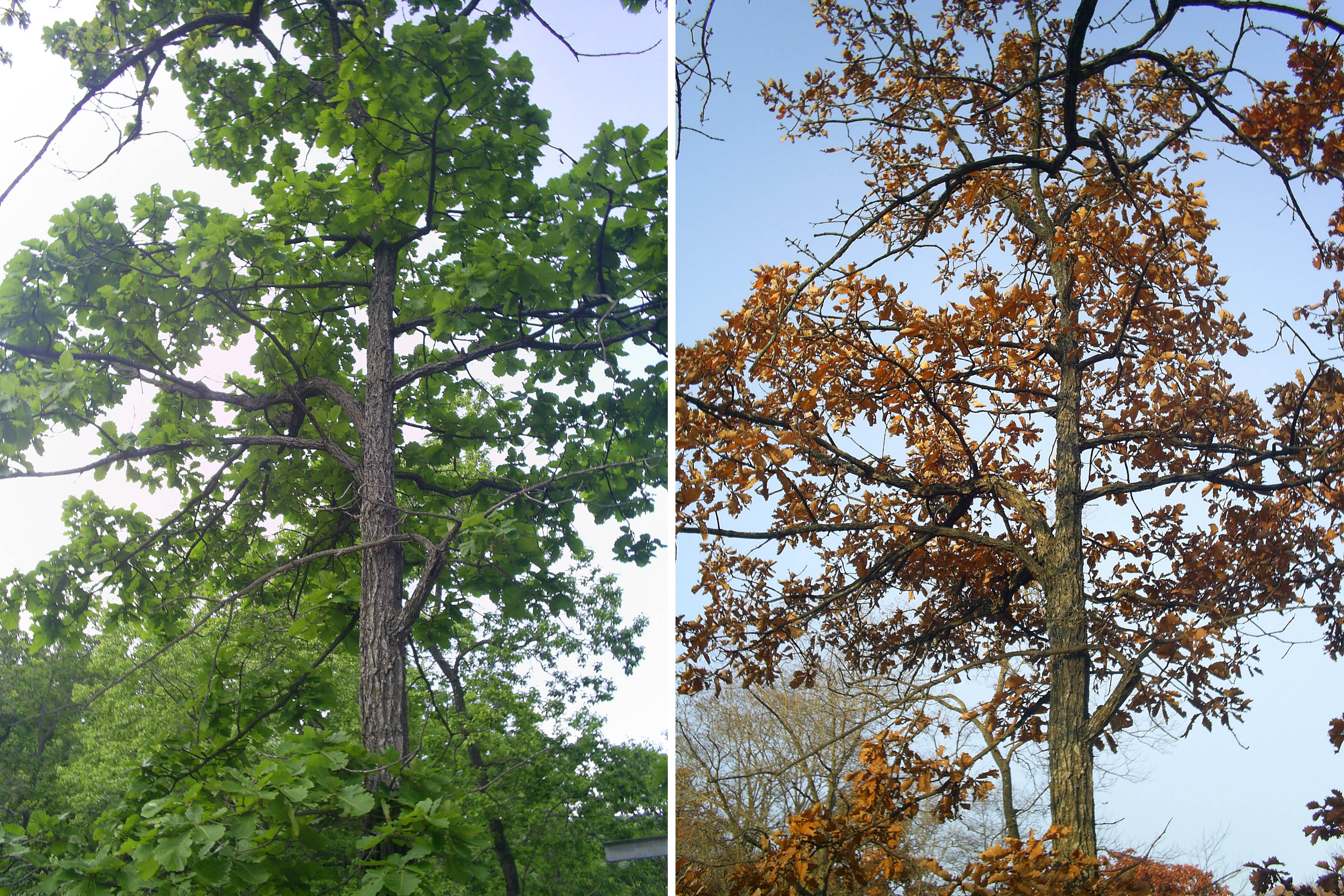
Dąb mongolski w czerwcu i październiku.
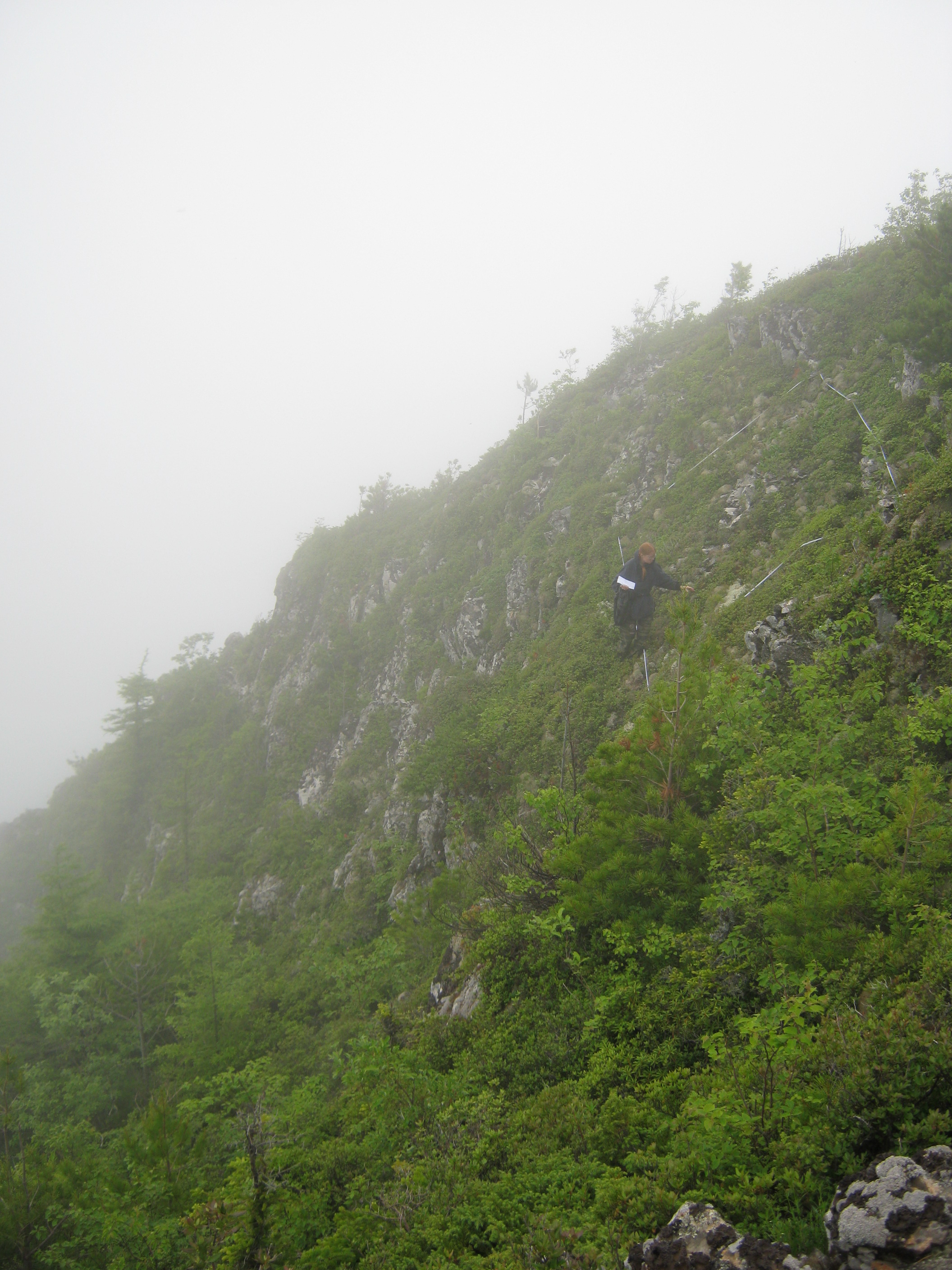
Surowe, górne partie parku.

Oprócz pięter wegetacyjnych zależnych od wysokości nad poziomem morza, w lesie strefy umiarkowanej występują cztery typowe piętra: baldachim koron dominujących gatunków drzew, nieco niższa warstwa dojrzałych drzew, warstwa krzewów i warstwa traw. 
W Kraju Nadmorskim zarejestrowano ponad 2500 różnych gatunków roślin, z których wiele znajduje się w parku Zow Tigra. W Czerwonej Księdze rzadkich i zagrożonych gatunków Kraju Nadmorskiego znajduje się 343 gatunki zagrożonych roślin i 55 gatunków grzybów.
W parku „Zow Tigra” nie przeprowadzano systematycznych badań lichenologicznych. W latach 1944–1946 P.P. Chudowaja zebrała na górze Obłacznej i Snieżnej kolekcję porostów  z 19 gatunków. I.F. Skirina uzupełniła ten zbiór do 89 gatunków. Systematyczne badania lichenoflory były przeprowadzane na okolicznych obszarach – w rezerwacie Łazowskim (381 gatunków), w stacjonarnej 
stacji naukowej Wierchnie–Ussurijskiej (120 gatunków). Mając to na uwadze, można założyć, że skład gatunkowy porostów na danym obszarze może sięgać do ok. 400 gatunków. Informacja ta na danym etapie prac może być przyjęta w ogólnym zarysie za podstawę charakterystyki lichenoflory na obszarze badań.

Park Narodowy Zow Tigra na północnym wschodzie, rezerwat Łazowskij na południowym zachodzie

## Historia
W pobliżu granic parku znajduje się szereg stanowisk archeologicznych, ufortyfikowanych miast i wsi ludu Dżurdżenów, datowanych na XII wiek. Stanowiska te nie były poddane systematycznym badaniom. 
W 2014 roku zarząd parku Zow Tigra został połączony z leżącym na południe od niego Rezerwatem przyrody „Łazowskij”. Rezerwat przedłuża obszar ochrony i jest również znany jako siedlisko tygrysa syberyjskiego. Między tymi obydwoma rezerwatami występuje pas zarządzany przez prywatny klub myśliwski. 

## Turystyka
Aby odwiedzić park, należy zawczasu złożyć wniosek. Wycieczki do najatrakcyjniejszych miejsc odbywają się w towarzystwie strażników parku. Usługi takie jak transport, przewodnik i kwatery lub kempingi są płatne. 
Park jest w pierwszym rzędzie ukierunkowany na ochronę wrażliwych gatunków. Obszary udostępnione do rekreacji mają kształt wąskich korytarzy prowadzących do atrakcyjnych miejsc, takich jak wodospady i szczyty górskie, które są na razie trudno dostępne i słabo wyposażone w infrastrukturę turystyczną. Z powodu zagrożenia pożarami w 2015 roku, park był zamknięty dla zwiedzających.